# UltraSPARC
A UltraSPARC egy valódi 64 bites mikroprocesszor-típus, amelyet a jelenleg az Oracle Corporation tulajdonában levő Sun Microsystems fejlesztett ki, és a Texas Instruments gyártott. A SPARC V9 utasításkészlet-architektúrát (ISA) implementálja. 1995 közepén vezették be. Ez volt a Sun Microsystems első SPARC V9 ISA-t implementáló mikroprocesszora. Kifejlesztésében Marc Tremblay is részt vett, a mikroarchitektúra egyik konstruktőreként. A processzor gyakorlati alkalmazásokat célzott (pl. képfeldolgozás, hálózatkezelés), sebessége kb. 2,5–5-szöröse volt a korábbi SPARC modelleknek.
Az UltraSPARC első típusát (STP 1030) munkaállomásokban alkalmazták, pl. a Sun Ultra típusban.

## Mikroarchitektúra
Az UltraSPARC egy négyszeres kibocsátású szuperskalár sorrendi végrehajtású (in-order) mikroprocesszor. Kilenc fokozatú fixpontos utasítás-futószalagja van.

### Funkcionális egységek
A végrehajtóegységek a SuperSPARC processzorban lévő egységekhez képest egyszerűsített kivitelűek, a magasabb órajelfrekvencia elérése érdekpében – az egyszerűsítés egy példája, hogy az ALU-k nem kaszkád / sorbakapcsolt elrendezésűek, mint a SuperSPARC-ban, így nem korlátozzák az elérhető órajelfrekvenciát.
A fixpontos regisztertár 32 64 bites elemből áll. A SPARC ISA regiszterablakokat használ, az UltraSPARC-ban pedig nyolc regiszterablakot valósítottak meg, így a regiszterek teljes száma 144. A regisztertömb hét olvasási és három írási kapuval rendelkezik. A fixpontos regisztertömb biztosítja a regisztereket a két aritmetikai-logikai egység (ALU) és a betöltő/tároló egység számára. Mindkét ALU aritmetikai, logikai és léptető/eltolási utasításokat hajt végre, de csak az egyik tudja végrehajtani a szorzó és osztó utasításokat.
A lebegőpontos egység öt funkcionális egységből áll. Egy hajtja végre a lebegőpontos összeadásokat és kivonásokat, egy szoroz, egy egység feladata az osztások és gyökvonás elvégzése. Két egység szolgál a Visual Instruction Set (VIS) vizuális utasításkészletben definiált SIMD utasítások végrehajtására. A lebegőpontos regiszterfájl harminckét 64 bites regisztert tartalmaz, öt írási kapuja és három olvasási kapuja (port) van.

### Gyorsítótárak
Az UltraSPARC kötelezően két szintű, egy elsődleges és másodlagos gyorsítótárat használ. Az elsődleges gyorsítótár két részből áll, az egyik az utasítások, a másik az adatok kezelésére szolgál. Az utasítás-gyorsítótár kétutas csoportasszociatív, mérete 16 KiB; az adat-gyorsítótár közvetlen leképzésű, mérete szintén 16 KiB.
A külső másodlagos gyorsítótár használata kötelező. Ez a gyorsítótár egyesített, közvetlen leképzésű, kapacitása 512 KiB-tól 4 MiB-ig terjedhet. Az adatot egyetlen ciklus alatt képes szolgáltatni. A külső gyorsítótár szinkron SRAM-okkal lett megvalósítva, amelyek ugyanazon az órajelfrekvencián működnek, mint a processzor, a frekvencia-osztást ez a megoldás nem támogatta. A gyorsítótár az adatsínen keresztül érhető el.

## Utasításkészlet
Az UltraSPARC processzor a 64 bites SPARC V9 utasításkészletet tartalmazza, annak első megvalósítása, 1995-ben jelent meg. Ez az utasításkészlet visszafelé teljesen kompatibilis a 32 bites SPARC V8 utasításkészlettel, így lehetővé teszi a SPARC V8-ra írt programok változtatás nélküli futtatását. Mivel az UltraSPARC processzorral a tervezők a multimédia területét is megcélozták, így ez az utasításkészletben is megjelenik: a processzor 23 új utasítást kapott, amely a multimédiás adatfolyamok feldolgozását könnyíti meg. Ezt az utasításkészlet-bővítést nevezik Visual Instruction Set (VIS), vizuális utasításkészletnek. Az utasításkészletben újabb adattípusokat is bevezettek: a pixel 4×8 bites adatot, valamint a Fixed16 és Fixed32 fixpontos vektoros adattípusokat is. A VIS a lebegőpontos regisztereket használja a vektoros utasítások végrehajtására.

## Gyártás
A processzor lapkája 3,8 millió tranzisztort tartalmaz. A Texas Instruments EPIC-3 folyamatával készült, amely egy 0,5 µm-es complementary metal–oxide–semiconductor (CMOS) folyamat négy fémréteggel.
Érdekesség, hogy az UltraSPARC nem azonnal BiCMOS folyamattal készült, mivel a Texas Instruments azt állította, hogy ez az eljárás nem jól skálázható a 0,5 µm-es processzekhez és csak kis teljesítményjavulás érhető el vele. A Texas tökéletesítette a folyamatot az MVP DSP gyártása során, és bizonyos jellemzőket megváltoztatott benne, pl. a négy fémréteg helyett hármat alkalmazott és a csíkszélesség 0,55 µm-re változott, mielőtt az UltraSPARC típusok gyártására használták volna; azért voltak ilyen óvatosak, hogy elkerüljék a SuperSPARC gyártásakor fellépett problémák megismétlését.

## Tokozás
Az UltraSPARC processzor 521 érintkezős ball grid array (BGA: kb. golyómátrix) PBGA (műanyagházas BGA) tokozással készült.

## Kapcsolódó mikroprocesszorok
- SuperSPARC
- UltraSPARC II
- UltraSPARC III
- UltraSPARC IV

## Fordítás
Ez a szócikk részben vagy egészben  az   UltraSPARC című angol Wikipédia-szócikk ezen változatának fordításán alapul.  Az eredeti cikk szerkesztőit annak laptörténete sorolja fel. Ez a jelzés csupán a megfogalmazás eredetét és a szerzői jogokat jelzi, nem szolgál a cikkben szereplő információk forrásmegjelöléseként.